# Linval Thompson
Linval Thompson (12. listopada 1954., Kingston, Jamajka) je jamajčki reggae i dub glazbenik i glazbeni producent. Poznat je i pod imenom Linval Spencer.

## Životopis
Djetinjstvo je proveo u Kingstonu na Jamajci, a s majkom je boravio u njujorškom Queensu.
Njegova karijera snimateljska je započela kad je imao 20 godina kad je sam izdao No Other Woman koja je bila snimljena u njujorškom Brooklynu.  Kad se vratio na Jamajku polovinom 1970-ih snimao je zajedno s Philom Prattom, no vratio se u New York da bi studirao inženjerstvo. Kad se vratio na Jamajku, radio je s Leejem Scratchem Perryjem u njegovom studiju Black Ark, snimajući skladbu Kung Fu Man i snimajući s Bunnyjem Leejem što je rezultiralo njegovim debitantskim albumom Don't Cut Off Your Dreadlocks 1976. godine.  Thompson je počeo producirati svoj materijal, a prve se plodove pobralo albumom za kuću Trojan Records I Love Marijuana (1978.) i dub protuparom Negrea Love Dub.  Iako je nastavio raditi kao pjevač, postajao je sve više prominentan kao producent, radeći s važnim glazbenicima smjerova roots reggae/rani dancehall kao što su Dennis Brown, Cornell Campbell, The Wailing Souls, Barrington Levy i Trinityjem, s izdanjima za Trojan Records kao i za njegove vlastite diskografske etikete Strong Like Sampson i Thompson Koos.
Thompsonove produkcije se koristilo kao temelj za neke od najpoznatijih Scientistovih dub albuma. Producirao je albume za Eek-A-Mouse, Freddieja McGregora i The Viceroyse.

## Vanjske poveznice
- SNWMF  Arhivirana inačica izvorne stranice od 8. listopada 2007. (Wayback Machine)
- Allmusic